# Fikret Kızılok
Fikret Kızılok (* 10. November 1946 in Istanbul, Türkei; † 22. September 2001 ebenda) war ein türkischer Musiker, Songschreiber und Pionier des Anadolu Rock.

## Diskografie
| Solo 45s - 1967: Ay Osman – Sevgilim / Colours – Baby (Sayan FS-120) - 1969: Uzun İnce Bir Yoldayım / Benim Aşkım Beni Geçti (Sayan FS-214) - 1970: Yağmur Olsam / Yumma Gözün Kör Gibi (Sayan FS-220) - 1970: Söyle Sazım / Güzel Ne Güzel Olmuşsun (Sayan FS-230) - 1971: Vurulmuşum / Emmo (Grafson 3767) - 1971: Gün Ola Devran Döne / Anadolu'yum (Grafson 4005, reissued as Coşkun Plak 1381) - 1972: Leylim Leylim (Kara Tren) / Gözlerinden Bellidir (Grafson 4007) - 1973: Köroğlu Dağları / Tutamadım Ellerini (Grafson 4010) - 1973: Bacın Önde Ben Arkada / Koyverdin Gittin Beni (Şah Plak 5022) - 1975: Anadolu'yum '75 / Darağacı (Şak Plak 5051) - 1976: Biz Yanarız / Sen Bir Ceylan Olsan (Şak Plak 5055) Solo-Alben - 1977: Not Defterimden (Hey Plak 5008, reissued as Kalan Müzik CD 007) - 1983: Zaman Zaman (Yonca 8038, reissued as Kalan Müzik CD 005) - 1990: Yana Yana (unknown, reissued as Kalan Müzik CD 006) - 1992: Olmuyo Olmuyo "Düşler" (Taç Plak) - 1995: Demirbaş (Kalan Müzik) - 1995: Yadigar (Kalan Müzik CD 034) - 1998: Mustafa Kemal – Devrimcinin Güncesi (Kalan Müzik CD 111) Zusammenstellungen - 1975: Fikret Kızılok – 1 (Türküola Almanya 0452) - 1975: Fikret Kızılok (Saba Almanya 1456) - 1992: Fikret Kızılok 1968'ler (Ada Müzik 076) - 1992: Seçme Eserler – 68'ler 1 (Kalan Müzik) - 1993: Seçme Eserler – 68'ler 2 (Kalan Müzik) - 1999: Gün ola devran döne (Kalan Müzik CD 151) - 2002: Dünden Bugüne: 1965–2001 (Sony Music 508 033 2) - 2005: Fikret Kızılok (World Psychedelia Ltd WPC6-8493) - 2007: Edip Akbayram – Fikret Kızılok (Coşkun Plak) Mit Bülent Ortaçgil - 1985: Çekirdek Hatırası – Biz Şarkılarımızı (Çekirdek Sanat Evi) - 1986: Pencere Önü Çiçeği (Piccatura) - 2007: Büyükler İçin Çocuk Şarkıları (Klik Müzik, posthume Veröffentlichung von Aufnahmen des TRT 1987) Mit Cahit Oben 4 - 1965: I Wanna Be Your Man / 36 24 36 (Ulaştır Plak) - 1965: Silifke'nin Yoğurdu / Hereke (Diskofon Plak 5061) - 1965: Makaram Sarı Bağlar / Halime (Hürriyet Gazetesi) Fikret Kızılok ve Üç Veliaht (Fikret Kızılok and the Three Crown Princes) - 1965: Belle Marie / Kız Ayşe (Diskofon Plak 5075) Fikret Kızılok ve Tehlikeli Madde (Fikret Kızılok and the Dangerous Matter) - 1974: Haberin Var mı / Kör Pencere – Ay Battı (Şah Plak 5029) - 1974: Aşkın Olmadığı Yerde / İnsan mıyım Mahluk muyum Ot muyum (Şah Plak 5033) Kinder-Alben/Bücher - 1996: Vurulduk Ey Halkım (Kalan Müzik) | Bekannte Songs - 1983: Sevda Çiçeği - 1983: Yeter Ki - 1990: Bu Kalp Seni Unutur Mu? (mit Sibel Sezal) - 1990: Gönül - 1992: Haberin Var Mı? - 1995: Farketmeden |